# Héctor Pulido
Pour les articles homonymes, voir Pulido et Rodríguez.
Héctor Pulido Rodríguez (né le 20 décembre 1942 dans le Michoacán au Mexique et mort le 18 février 2022) est un joueur de football international mexicain, qui évoluait au poste de milieu de terrain.

## Biographie

### Carrière en sélection
Avec l'équipe du Mexique, il joue 43 matchs (pour 6 buts inscrits) entre 1967 et 1973. 
Il figure dans le groupe des sélectionnés lors de la coupe du monde de 1970. Lors du mondial 1970 organisé dans son pays natal, il joue trois matchs : contre l'Union soviétique, la Belgique et enfin l'Italie.
Il participe également aux JO de 1968, compétition lors de laquelle il joue 5 matchs et atteint les demi-finales.

## Palmarès
Cruz Azul
| - Championnat du Mexique (5) : - Vainqueur : 1968-69, 1970, 1971-72, 1972-73 et 1973-74. - Coupe du Mexique (1) : - Vainqueur : 1968-69. |  | - Supercoupe du Mexique (1) : - Vainqueur : 1969. - Ligue des champions (3) : - Vainqueur : 1969, 1970 et 1971. |